# José Antonio Pinto Castro
José Antonio Pinto Castro nació en San José, Costa Rica, en 1817. Fue hijo del jefe de Estado Antonio Pinto Soares y María del Rosario Castro Ramírez. Casó con Juana Samayoa y Leiva. Se graduó de abogado en la Universidad de Guatemala.
Fue auditor de Guerra, gobernador de la provincia de San José, Secretario de Gobernación y Policía y Primer Designado a la Presidencia de 1872 a 1873. Ejerció interinamente la presidencia de junio de 1872 a enero de 1873, durante el primer viaje a Europa del Presidente Tomás Guardia Gutiérrez.
Fue nombrado Magistrado de la Corte Suprema de Justicia de Costa Rica en 1880 y en 1886 fue designado como su presidente. Murió en el desempeño de ese cargo, el 26 de febrero de 1887, en la ciudad de San José.